# در مورد تروریسم هسته‌ای
در مورد تروریسم هسته‌ای (انگلیسی: On Nuclear Terrorism) نام کتابی است که نویسنده آن مایکل ای. لوی است.
وی در سال ۲۰۰۷ در این کتاب، مسئله تروریسم هسته‌ای را مورد بررسی قرار می‌دهد و تصمیم‌هایی را که یک رهبر تروریست برای اجرای یک توطئه هسته‌ای ممکن است بگیرد، را دنبال می‌کند. لوی موانع بسیاری را که چنین طرح تروریستی با آن ممکن است روبرو شود، را روشن می‌کند، که در نهایت باعث می‌شود به راه حل‌های عملی برای خنثی سازی هر طرح تروریستی رهنمون شود.
در سال ۲۰۱۰ پروفسور جان موهلر در کتاب وسواس اتمی می‌نویسد: «هراس آفرینی هسته ای از هیروشیما به القاعده، گسترش در یک زمینه است.»
مایکل لوی یکی از اعضای ارشد انرژی و محیط زیست در شورای روابط خارجی نیویورک است.